# فرانك مارتينيز
فرانك مارتينيز (بالإنجليزية: Frank Martínez)‏ هو رسام أمريكي، ولد في 9 أغسطس 1924 في لوس أنجلوس في الولايات المتحدة، وتوفي بنفس المكان في 17 أغسطس 2013 بسبب السكري وقصور كلوي.